# 朝比奈菊雄
朝比奈 菊雄（あさひな きくお、1917年〈大正6年〉9月17日 - 2003年〈平成15年〉3月13日）は、昭和から平成時代の薬学者、南極探検家。昆虫学者の朝比奈正二郎は兄。

## 経歴・人物
薬学者の朝比奈泰彦の四男として東京府に生まれる。旧制松本高等学校理科乙類を経て、1941年（昭和16年）12月、東京大学医学部薬学科卒業後、海軍短期現役薬剤中尉に任官し、1946年（昭和21年）3月に終戦により復員する。戦後は武田薬品工業研究所に勤務し、1954年（昭和29年）錠剤の管理に関する論文により製剤学の分野で第1号の学位を取得する。1956年（昭和31年）10月、第1次南極地域観測隊に同行し、日刊「南極新聞」の編集を担当する。同年12月、東京大学より薬学博士の学位授与され、その後東京薬科大学教授・副学長・名誉教授、新潟薬科大学学長（第2代）兼教授兼理事・名誉教授などを歴任した。
ほか、日本薬学図書館協議会常任理事・協議会会長、日本薬学会理事・同評議員、極地研究振興会評議員、中央温泉研究所評議員などを歴任。1967年（昭和42年）4月に日本薬学会教育賞を、1981年（昭和56年）4月には同会功労賞を受賞した。1989年（平成元年）4月、日本薬学会有功会員。1990年（平成2年）4月、勲三等瑞宝章を叙勲する。2003年（平成15年）3月13日、老衰のため東京都中野区の病院で逝去する。85歳。著書に『ペンギン日記』、『山なみ』、『アルプス青春期』、『路子句集』など。